# Trochomorphidae
Die Trochomorphidae sind eine Familie aus der Unterordnung der Landlungenschnecken (Stylommatophora). Derzeit sind etwas über 100 Arten der Familie beschrieben, die in Südostasien und auf den Pazifischen Inseln beheimatet sind.

## Merkmale
Die Gehäuse sind trochiform bis linsenförmig und von mittlerer Größe. Es werden 4,5 bis 8 Windungen gebildet, wobei der letzte Umgang außen gewinkelt ist. Die Schale ist mehr oder weniger dick, aber immer relativ kräftig ausgebildet. Die Farbe variiert von hell bis schwärzlich; oft mit einem dunkleren Band. Das Gehäuse ist meist spiralig ornamentiert, mit Spiralstreifen und -knoten unterschiedlicher Größe. Radialstreifen sind meist nur schwach entwickelt, nur sehr selten auch kräftiger. Die Mündung ist meist abgeflacht mit zugespitzten Enden. Sie ist meist nicht bewehrt, seltener mit querverlaufenden Parietallamellen und Basal- und Palatallamellen. Der Nabel ist fast immer offen, variiert aber von klein und eng bis zu sehr breit. Lediglich in einer Gattung ist der Nabel geschlossen. Die Kriechsohle ist meist ungeteilt, lediglich die Gattung Eurybasis besitzt eine dreigeteilte Kriechsohle. Das Hinterende des Kriechfußes mit Schleimdrüse und Kaudalhorn. Im Genitalapparat dringt der Samenleiter apikal in den Epiphallus ein. Ein kurzes Flagellum kann vorhanden sein. Die Innenwand des Penis weist häufig eine Pilasterstruktur auf. Der freie Eileiter besitzt gewöhnlich eine perivaginale Drüse. Die Vagina besitzt dagegen keine akzessorischen Organe. Die Spermathek ist in der Form unterschiedlich entwickelt.

## Geographische Verbreitung
Die Arten der Familie sind in Südostasien, Nordaustralien, Neuguinea, auf den meisten tropischen Pazifischen Inseln, den Andamanen und Nikobaren verbreitet, sie fehlen aber auf Hawaii. 

## Systematik
- Familie Trochomorphidae Moellendorff, 1890
  - Gattung Benthemia Forcart, 1964
  - Gattung Brazieria Ancey, 1887 (mit den Untergattungen B. (Brazieria) Ancey, 1887 und B. (Brazierella) Baker, 1941)
  - Gattung Calostropha Ancey, 1887
  - Gattung Coxia Ancey, 1887
  - Gattung Entomostoma Baker, 1941
  - Gattung Eurybasis Gude, 1913
  - Gattung Foxidonta Clench, 1950
  - Gattung Geodiscus Iredale, 1941
  - Gattung Hoholua Baker, 1941
  - Gattung Kondoa Baker, 1941
  - Gattung Liravidena Solem, 1959
  - Gattung Peleliua Baker, 1941 (mit den Untergattungen P. (Peleliua) Baker, 1941 und P. (Periryua) Baker, 1941)
  - Gattung Probrazieria Baker, 1941
  - Gattung Theskelomensor Iredale, 1933
  - Gattung Trochomorpha Albers, 1850 (mit den Untergattungen T. (Trochomorpha) Albers, 1850, T. (Ludificator) Baker, 1941, T. (Lentitrochus) Baker, 1941, T. (Cototrochus) Baker, 1941, T. (Hartmanitrochus) Solem, 1959, T. (Lauhala) Baker, 1941, T. (Nigritella) Martens, 1860 und T. (Rosselidena) Iredale, 1941)
  - Gattung Trochositala Schileyko, 2002
  - Gattung Videna Adams & Adams, 1855
  - Gattung Videnoida Habe, 1955
  - Gattung Vitriconus Semper, 1873